# Saint-Loup-des-Vignes

Saint-Loup-des-Vignes este o comună în departamentul Loiret din centrul Franței. În 1 ianuarie 2022 avea o populație de 391 de locuitori.